# Ōsakasayama (Osaka)
Ōsakasayama (大阪狭山市 Ōsakasayama-shi?) es una ciudad localizada en la prefectura de Osaka, Japón. En julio de 2019 tenía una población estimada de 58.676 habitantes y una densidad de población de 4.922 personas por km². Su área total es de 11,92 km².

## Geografía

### Localidades circundantes
- Prefectura de Osaka
  - Sakai
  - Tondabayashi
  - Kawachinagano

## Demografía
Según datos del censo japonés, la población de Ōsakasayama se ha mantenido estable en los últimos años.
| Año del censo | Población |
| ------------- | --------- |
| 1995          | 57.647    |
| 2000          | 56.996    |
| 2005          | 58.111    |
| 2010          | 58.227    |
| 2015          | 57.792    |